# Antichrist Superstar
Antichrist Superstar – drugi album studyjny grupy Marilyn Manson, wydany 8 października 1996 roku. Album odniósł komercyjny sukces i rozsławił grupę, ale nie ominęły go kontrowersje: chrześcijańska grupa The American Family Association oskarżyła grupę o m.in. zbyt agresywne występy i antychrześcijańskie utwory.
Antichrist Superstar jest pierwszym albumem trylogii, do której należą odpowiednio: Mechanical Animals i Holy Wood (In the Shadow of the Valley of Death).
Album sprzedał się w nakładzie 7 milionów kopii, w tym 1.9 milionów w samych Stanach Zjednoczonych. Wydano pięć singli: The Beautiful People i Tourniquet, Cryptorchid, Antichrist Superstar i Man That You Fear.

## Lista utworów
Album jest podzielony na trzy części, nazwane "cycles".
Cycle I – The Heirophant
1. "Irresponsible Hate Anthem" – 4:17
2. "The Beautiful People" – 3:38
3. "Dried Up, Tied and Dead to the World" – 4:15
4. "Tourniquet" – 4:29
Cycle II – Inauguration of the Worm
5. "Little Horn" – 2:43
6. "Cryptorchid" – 2:44
7. "Deformography" – 4:31
8. "Wormboy" – 3:56
9. "Mister Superstar" – 5:04
10. "Angel With the Scabbed Wings" – 3:52
11. "Kinderfeld" – 4:51
Cycle III – Disintegrator Rising
12. "Antichrist Superstar" – 5:14
13. "1996" – 4:01
14. "Minute Of Decay" – 4:44
15. "The Reflecting God" – 5:36
16. "Man That You Fear" – 6:10
99. Track 99 – 1:39
- 99-ty utwór oficjalnie nie ma tytułu, jednakże w kolekcji The Marilyn Manson Collection na iTunes jest zatutyłowany Ghost Track, a na Rhapsody - Empty Sounds of Hate.
- Utwory 17-98 trwają 4 sekundy.